# Isaac Brassard
Isaac Brassard, född 1620, död 1702, var en fransk författare. 
Han föll offer för slavhandeln på Barbareskkusten sedan han tillfångatagits av barbareskpiraterna, och utgav en skildring av sina erfarenheter i slaveri i Algeriet.